# Rotfränskivling
Rotfränskivling (Hebeloma radicosum) är en svampart som först beskrevs av Pierre Bulliard (v. 1742–1793), och fick sitt nu gällande namn av Ricken 1911. Enligt Catalogue of Life ingår Rotfränskivling i släktet fränskivlingar,  och familjen Strophariaceae, men enligt Dyntaxa är tillhörigheten istället släktet fränskivlingar,  och familjen buktryfflar. Arten är reproducerande i Sverige. Inga underarter finns listade i Catalogue of Life.

## Källor

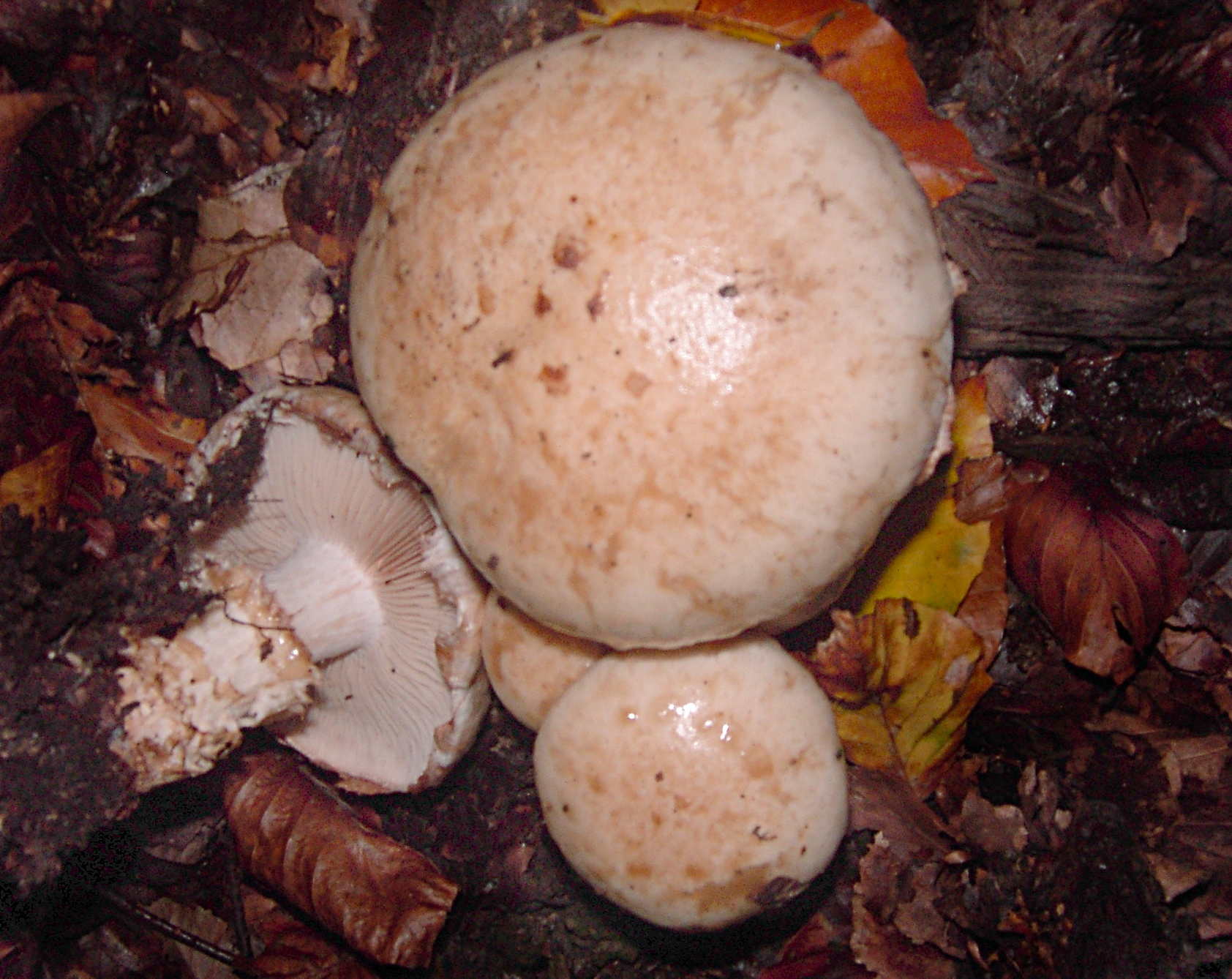
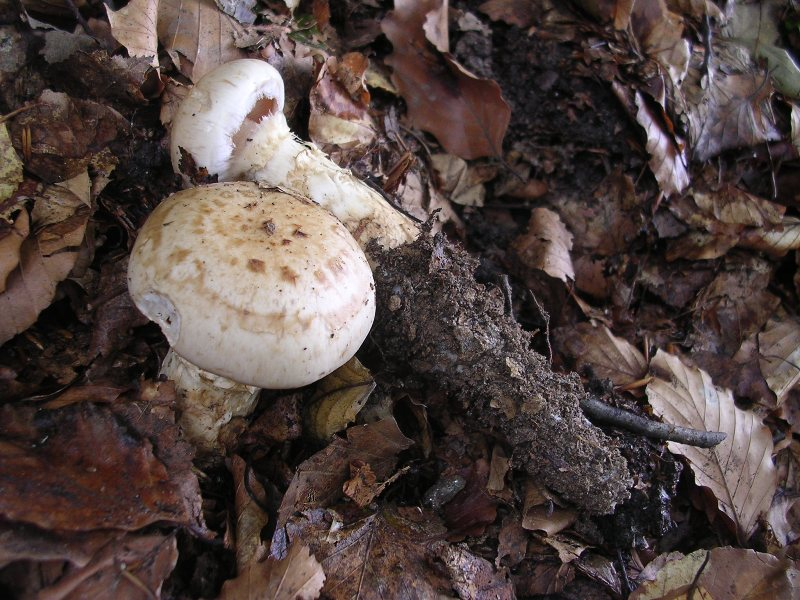
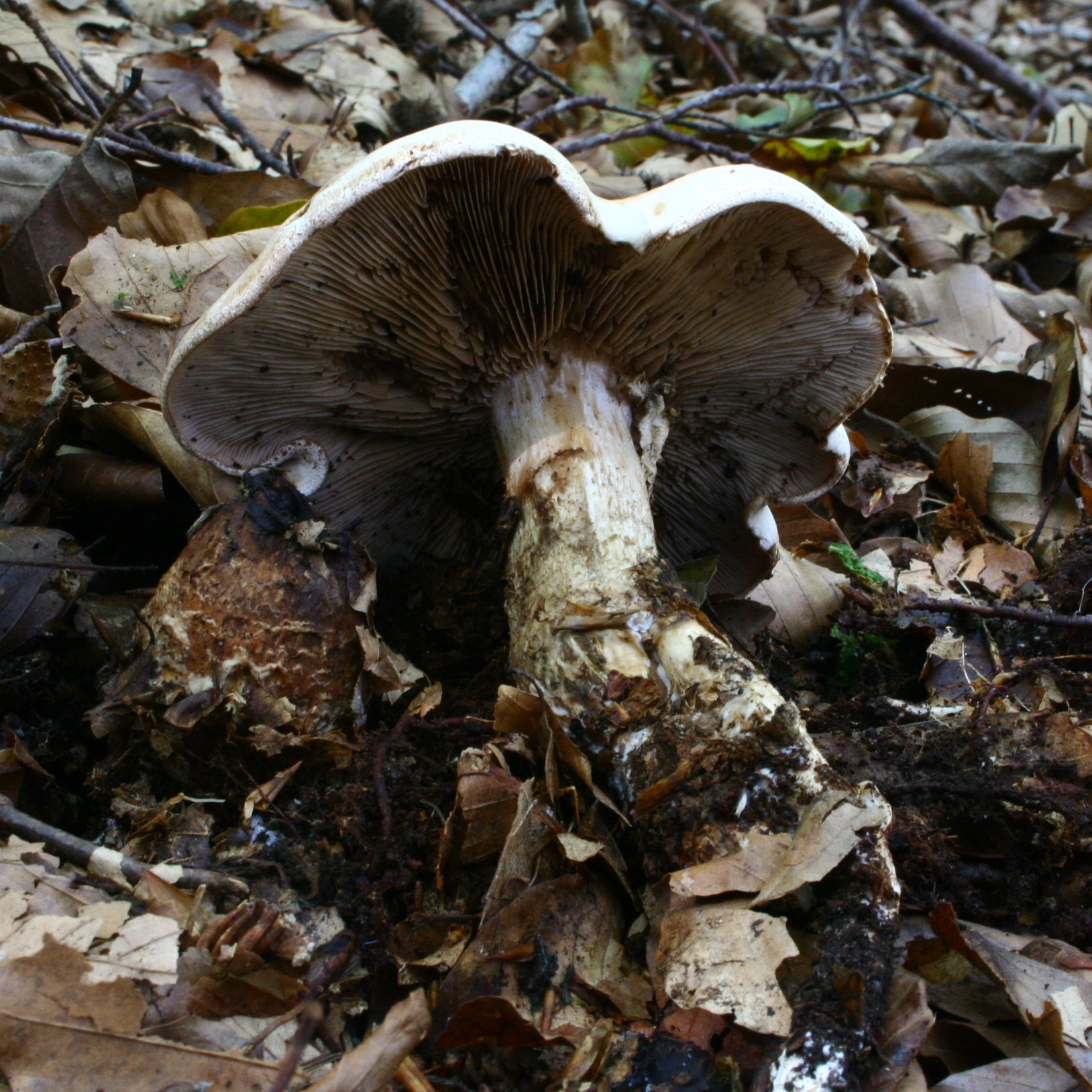
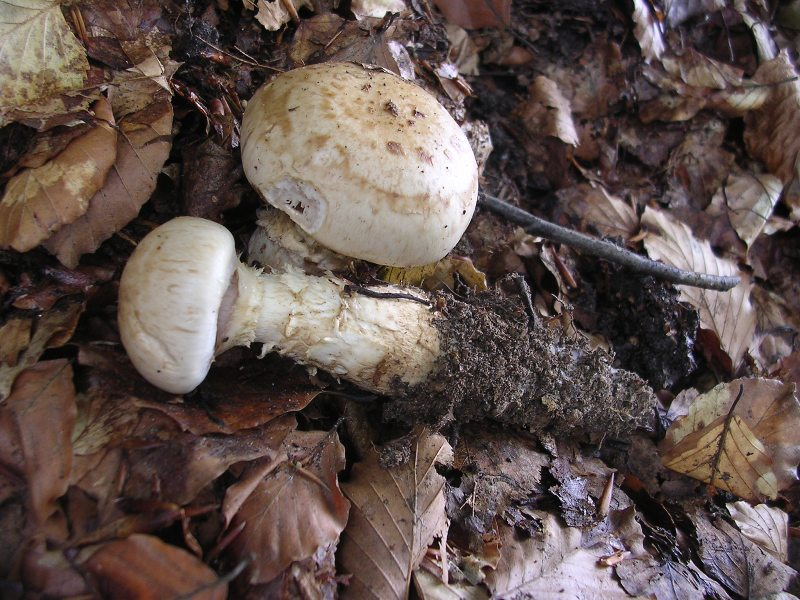
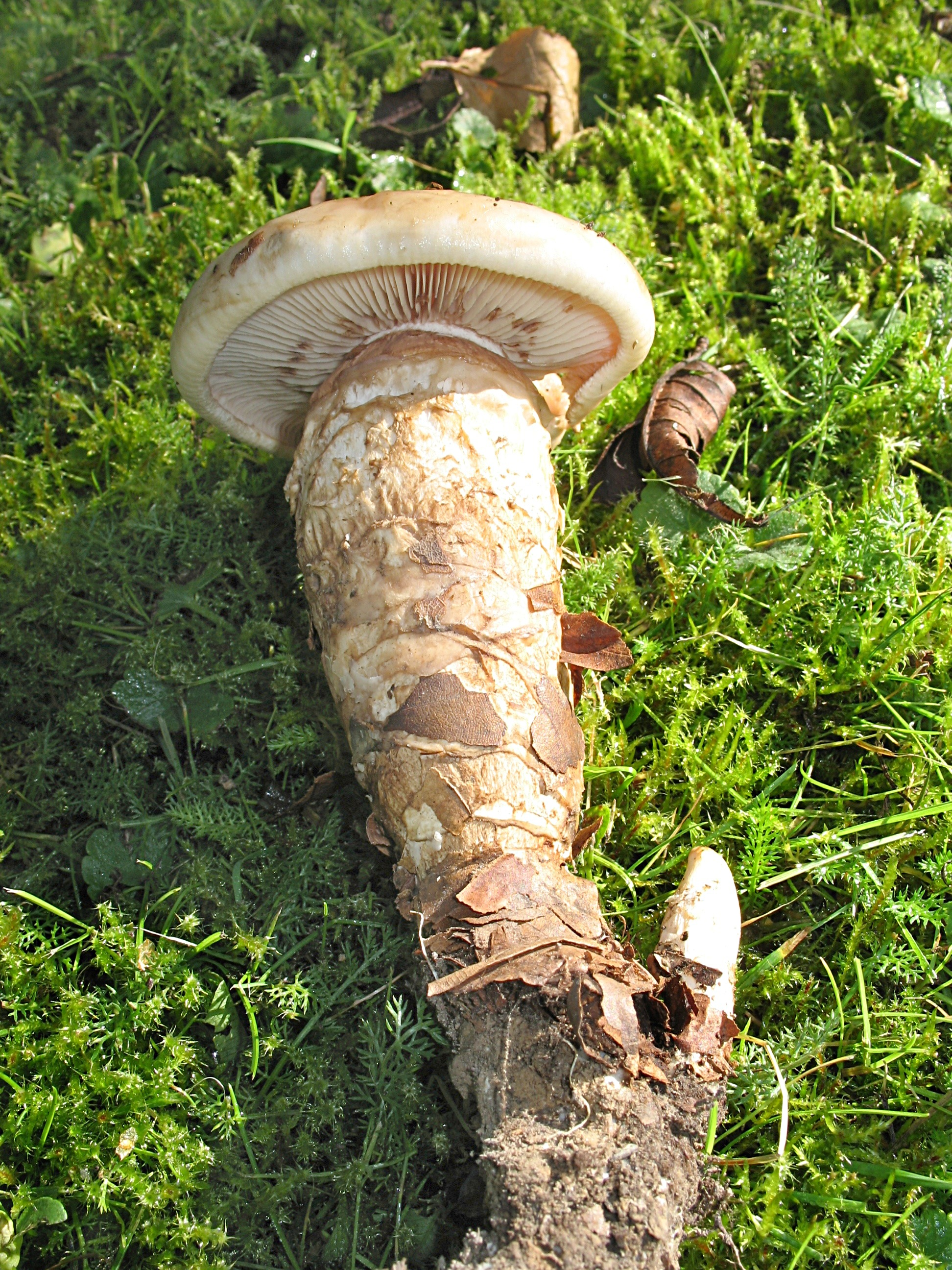